# Ladislav Havránek
Pour les articles homonymes, voir Havránek.
Ladislav Havránek, né le 24 décembre 1884 à Dubečno (cs) et mort le 17 septembre 1961 à Mladá Boleslav) est un pédagogue et dessinateur tchèque. Il est l'auteur de livres pour enfants et de méthodes pour apprendre à lire, à dessiner et à compter.

## Biographie
Ses ouvrages furent adaptés en français par Paul Faucher dans la collection des albums du père Castor.

## Œuvres

### Albums du père Castor
- Les Cinq doigts de la main, 1953
- Boite à compter, 1953
- Planches de jeux pour apprendre à compter, 1953 illustré par Gerda Muller
- Grandes images pour l'enseignement collectif, 1954 illustré par Gerda Muller
- La Clé de l'écriture et du dessin, 1954

## Sources
1. ↑  Université Grenoble Alpes, « 1 : Initiation au calcul et Éducation Nouvelle : la « méthode Havránek » au catalogue du Père Castor », Grand N,‎ mars 2019 (lire en ligne, consulté le 20 avril 2023)

- Hana Grymová et Marc Moyon, Ladislav Havránek (1884-1961) : un pionnier de l'éducation nouvelle, les Amis du Père Castor, impr. 2014 (ISBN 2-914495-24-2 et 978-2-914495-24-0, OCLC 875290468, lire en ligne)
- Hana Grymová, « Ladislav Havránek dans le cadre de la pédagogie nouvelle », 2012 (consulté le 10 juillet 2020)
- Marc Moyon, « Initiation au calcul et Éducation Nouvelle : la « méthode Havránek » au catalogue du Père Castor », Grand N, no 096,‎ 2016 (lire en ligne)